# Kunfal
El kunfal (kunfäl, kunfel) és una varietat lingüística de l'awngi, subdivisió del cuixític central, parlada per uns 2.000 individus (dades de l'any 1971) a la regió occidental del llac Tana. La seva classificació dins el grup com a llengua o com a dialecte de l'awngi és controvertida.